# Aba
Aba je mesto v Nigeriji. Leži v zvezni državi Abia. Leta 2008 je štelo 950 000 prebivalcev. Je industrijsko središče na desnem bregu istoimenske reke v vzhodnem delu Nigrove delte. V bližini mesta so nahajališča zemeljskega plina. Prebivalci so večinoma Iboji.
Mesto je bilo ustanovljeno v 19. stoletju, v bližini britanskega vojaškega oporišča. Tekom let se je razvilo v trgovsko in prometno središče v regiji.
Leta 1929 je v Abi prišlo do protestov ženskega dela prebivalstva proti davčni politiki britanskih uradnikov.
Med državljansko vojno leta 1967 je Aba postala začasni sedež vlade Nigerije.